# Luis Carlos Cuartero
Luis Carlos Cuartero Laforga (Zaragoza, Aragón, 17 de agosto de 1975) es exfutbolista español. Como jugador se  desempeñaba en la posición de lateral derecho. Actualmente es actor de doblaje.

## Trayectoria
Nacido en Zaragoza capital, aunque natural de Pradilla de Ebro, toda su carrera deportiva y extradeportiva ha estado ligada al Real Zaragoza. Debutó como jugador en la jornada 38 de la temporada 1992/93, en el partido como visitante contra el Atlético de Madrid en el Estadio Vicente Calderón. La temporada siguiente volvió al equipo filial, pero a partir de la 1994/95 defendió ininterrumpidamente la camiseta del primer equipo blanquillo. En abril del 2009, tras una grave lesión en la cadera que le perseguió durante el resto de su carrera deportiva, el defensa del Real Zaragoza, se tuvo que retirar de la práctica del fútbol, si bien ocupó varios cargos en el organigrama del club maño, principalmente en la secretaría técnica y en el área social.

## Selección nacional
Fue internacional desde la sub-16, hasta la sub-23, pasando por todas las categorías pero no llegando a debutar con la selección absoluta. En 1998 consigue el Campeonato de Europa UEFA Sub-21.

## Clubes
| Club              | País   | Año       |
| ----------------- | ------ | --------- |
| Real Zaragoza "B" | España | 1992-1995 |
| Real Zaragoza     | España | 1993-2009 |

## Palmarés
Campeonatos nacionales
| Título              | Club          | País   | Año  |
| ------------------- | ------------- | ------ | ---- |
| Copa del Rey        | Real Zaragoza | España | 2001 |
| Copa del Rey        | Real Zaragoza | España | 2004 |
| Supercopa de España | Real Zaragoza | España | 2004 |

Copas internacionales
| Título           | Club          | País   | Año  |
| ---------------- | ------------- | ------ | ---- |
| Recopa de Europa | Real Zaragoza | España | 1995 |